# Либеке
Либеке (њем. Lübbecke) град је у њемачкој савезној држави Северна Рајна-Вестфалија. Једно је од 11 општинских средишта округа Минден-Либеке. Према процјени из 2010. у граду је живјело 25.996 становника. Посједује регионалну шифру (AGS) 5770020, NUTS (DEA46) и LOCODE (DE LBE) код.

## Географски и демографски подаци
Либеке се налази у савезној држави Северна Рајна-Вестфалија у округу Минден-Либеке. Град се налази на надморској висини од 104 метра. Површина општине износи 65,0 km². У самом граду је, према процјени из 2010. године, живјело 25.996 становника. Просјечна густина становништва износи 400 становника/km².

## Међународна сарадња
| Мјесто    | Држава               | Врста сарадње | Од    |
| --------- | -------------------- | ------------- | ----- |
| Тисакечке | Мађарска             | партнерство   | 1989. |
| Дорчестер | Уједињено Краљевство | партнерство   | 1973. |
| Баје      | Француска            | партнерство   | 1968. |
| Извор     |                      |               |       |